# Pio Stella
Pio Gaetano Secondo Stella (* 7. August 1857 in Paso del Molino; † 21. September 1927) war ein uruguayischer Geistlicher und römisch-katholischer Weihbischof in Montevideo.

## Leben
Pio Stella empfing am 8. April 1882 das Sakrament der Priesterweihe.
Am 22. Dezember 1893 ernannte ihn Papst Leo XIII. zum Titularbischof von Amyzon und zum Weihbischof in Montevideo. Der Bischof von Montevideo, Mariano Soler, spendete ihm am 24. November 1894 in der Kathedrale von Montevideo die Bischofsweihe; Mitkonsekratoren waren der Weihbischof in Montevideo, Ricardo Isaza y Goyechea, und der Bischof Luigi Giuseppe Lasagna SDB.